# Blepharoneura biseriata
Blepharoneura biseriata är en tvåvingeart som beskrevs av Wulp 1899. Blepharoneura biseriata ingår i släktet Blepharoneura och familjen borrflugor. Inga underarter finns listade.